# Rock gótico
Se denomina rock gótico, gothic rock o goth rock al conjunto de ritmos y melodías musicales inspirados por el movimiento punk y el new wave que tienen en común el gusto por lo siniestro. En ese aspecto podemos afirmar que hay una concepción amplia y concreta del término. En un sentido amplio, el rock gótico abarca una corriente musical que evolucionó del post-punk y el glam rock de finales de la década de 1970 pasando posteriormente por la música deathrock y dark wave.
El rock gótico nació como una rama del post-punk británico de finales de los años 1970 con grupos como Siouxsie And The Banshees, Joy Division, Bauhaus, y The Cure, que fueron etiquetados dentro de estas dos corrientes. El rock gótico se desarrolló como tal a principios de la década de 1980 con la apertura del club Batcave y el comienzo de la subcultura gótica. A mediados de esta década, grupos góticos como Sisters of Mercy (influenciado por la música de Iggy Pop), The Mission o Fields of the Nephilim fueron alcanzando las listas de éxitos del Reino Unido, mientras grupos pioneros como Siouxsie & the Banshees y The Cure renovaron y ampliaron su sonido, logrando el éxito internacional a finales de los años 1980.

## Características
La escena batcave, en su concepto original, cuenta con voces andrinas (Christian Death) o barítonas (Bauhaus) y generalmente se les añade un efecto de eco. Las guitarras no son pesadas, sino que se enfocan en crear atmósferas que pueden variar desde etéreas, pasando por melancólicas y sobre todo siniestras, además que también puede llevar una continuidad en pequeños arpegios oscuros de guitarra (usado por ejemplo en bandas como Fields of the Nephilim o The Sisters of Mercy). Un instrumento importante y capital es el bajo, que siempre destaca por aparecer delante junto con las voces, sonando igual o más predominantemente que las guitarras a diferencia de otros estilos de rock donde el bajo pasa solo de fondo. Finalmente, la batería tiende a ser repetitiva y constante.
En cuanto a la atmósfera de la música, no debe sobreentenderse que todos los grupos góticos tengan atributos depresivos y siniestros, ya que desde los años 1980 hasta hoy existen bandas góticas que son depresivas y siniestras y otras que no lo son. En un inicio, el gótico estaba dirigido a crear atmósferas que produjeran horror y depresión, algo generalmente muy teatral. El lado oscuro que emanaba de la música llevó, en cualquier caso, a que muchos grupos produjeran cortes de tipo depresivo, incluyendo a los creadores Bauhaus y Christian Death. Hoy en día, ambos tipos de atmósfera conviven y muchas veces se mezclan.
A finales de la década de 1970 en adelante surge el movimiento deathrock en Los Ángeles (California, Estados Unidos). Estuvo en auge con bandas como Christian Death (formada en 1979), Kommunity FK, Super Heroines, Ex-Voto, Radio Werewolf, Screams for Tina, 45 Grave y The Gun Club (1981) bajo la influencia de artistas como Iggy Pop y Alice Cooper. Mientras Christian Death estaba grabando su álbum debut Only Theatre of Pain en 1982, su líder Rozz Williams sabía de la escena inglesa, pero jamás había escuchado material de ellos. Christian Death se hizo popular en Europa y estuvo de gira en 1984. Sus siguientes álbumes Catastrophe Ballet y Ashes muestran el interés de su líder Rozz por el surrealismo y el dadaísmo. The Gun Club, otra banda estadounidense, también tocaron en Europa, teloneando a The Sisters of Mercy, y fue allí donde Andrew Eldritch conoció a la bajista Patricia Morrison, a la cual posteriormente contactaría y contrataría para formar parte de The Sisters of Mercy.
Algunos grupos de la escena que comenzaron a experimentar con el synth pop a finales de la década de 1970 terminaron por crear el dark wave, que se enfoca en el uso del sintetizador y el teclado creando atmósferas siniestras y melódicas como Clan of Xymox, que se les considera pioneros de este nuevo sonido; posteriormente Depeche Mode también tendría su faceta dark wave, aunque no todo el dark wave tiene influencias en el synth pop, ya que también aparecieron en la escena bandas como Dead Can Dance y Cocteau Twins, que también fueron de los primeros en hacer dark wave pero teniendo poco que ver con el synth pop.

## Primera generación (1979-1985 aprox.)

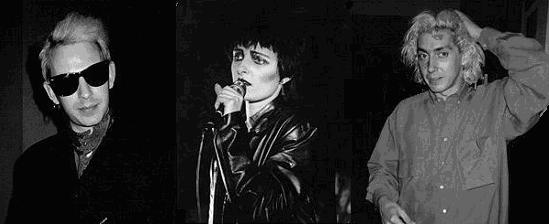
Siouxsie And The Banshees, considerados como uno de los precursores del rock gótico.

Siouxsie And The Banshees fueron influencia principal para las primeras bandas góticas, dejando un gran legado musical. Siouxsie And The Banshees, con su primer álbum The Scream, inspiraron a sus compañeros de Joy Division. Los álbumes de Siouxsie and the Banshees Join Hands (1979), Juju (1981) y su álbum en vivo Nocturne (1983), influyeron a las bandas que vinieron después. La vocalista Siouxsie Sioux se convirtió rápidamente en un icono, con los ojos pintados de negro, los labios rojos y el pelo rizado desafiando la gravedad.
Joy Division tuvo una corta vida, ya que su vocalista y líder Ian Curtis murió en 1980, pero sus dos álbumes editados, Unknown Pleasures (1979) y Closer (1980), fueron también influencia principal para las primeras bandas góticas, dejando un gran legado musical a pesar de su corta carrera. Los restantes miembros de Joy Division fundaron New Order, cuyo primer álbum Movement (1981) continuó el estilo de Joy Division. Con el tiempo, New Order se convirtió en una banda cercana al new wave y el dance. 
En cuanto a The Cure, con su líder Robert Smith, fueron sus primeros álbumes Three Imaginary Boys de 1979 (grabado en 1978), Seventeen Seconds de 1980 y Faith de 1981 los que influyeron en la escena gótica, siendo Pornography de 1982 el álbum donde se nota claramente su ingreso total al rock gótico y, años más tarde, Disintegration. Después de eso, estuvieron cercanos al new wave, pero nunca saliendo de la escena gótica. Asociar la escena batcave con las precursoras bandas góticas puede ser un poco controvertido. Esto se debe a que la palabra gótico comenzó como una etiqueta de algunos grupos que formaban parte de la gran escena post-punk y new wave (fue un término aplicado erróneamente ya que no era gótico sino post-punk). El resultado es que no todas las personas a las que les gustaban esos grupos eran parte de la escena gótica. Es casi seguro que el hecho de asociar alguna de las primeras bandas con la escena gótica causará protestas por parte de los fans que no son góticos y no quieren que su banda favorita se asocie con ese término, dejando así a los seguidores de dichas bandas la decisión de asociarse o no con la etiqueta gótica.
Los primeros grupos de post-punk que se catalogaron como góticos fueron Siouxsie and the Banshees y Joy Division en 1979, después The Cure en 1981. Ellos eran parte de una ola de bandas que experimentaban con sonidos nuevos entre 1978-79.

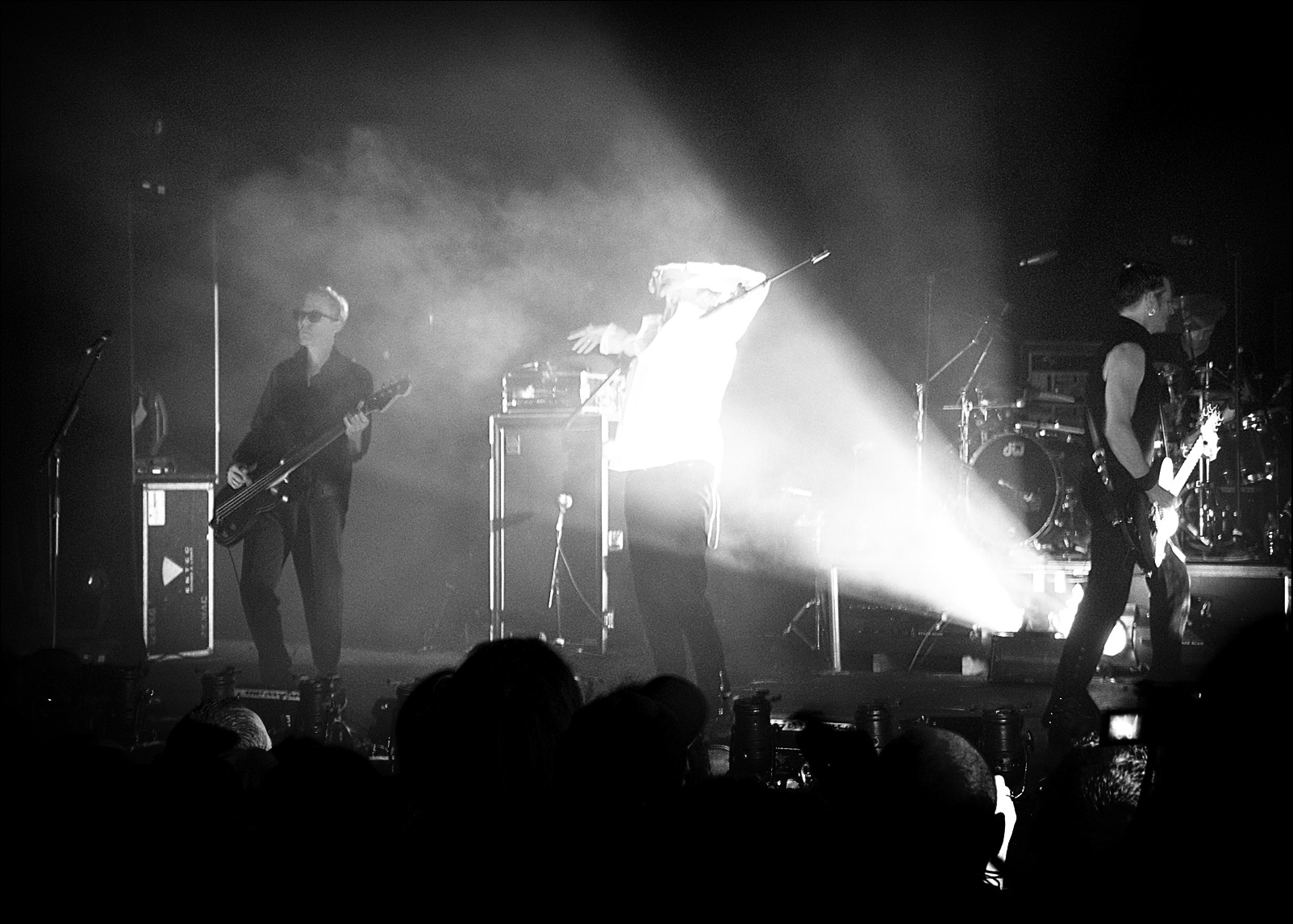
Bauhaus, considerados la primera banda de rock gótico.

Llegó Bauhaus a la escena (originalmente llamados Bauhaus 1919) con su sencillo Bela Lugosi's Dead, el cual llegó a ser el himno de la escena gótica, refiriéndose a una película de terror interpretada por Béla Lugosi, cuya letra llamaba a seguir sus pasos dentro de lo que era el gótico. Su música está fuertemente influida por el glam rock inglés (David Bowie y T. Rex) y por el cine de serie B.
Con algunas excepciones, como Christian Death de Estados Unidos, Virgin Prunes de Irlanda, Xmal Deutschland de Alemania y The Birthday Party de Australia, la mayoría de los primeros grupos góticos fueron ingleses.
Cabe destacar que estas bandas, además de inspirar al rock gótico, también lo hicieron con otros estilos nacidos poco después del inicio de los años 80, como el rock alternativo, influenciando a bandas como U2, R.E.M., Sonic Youth y The Smiths, que fueron las primeras bandas de este estilo.
Más bandas llegaron entre 1980-81, como Dance Society, Theatre of Hate, Play Dead, The Sisters of Mercy o Red Lorry Yellow Lorry. En febrero de 1981, Abbo, de UK Decay, tildó a este emergente movimiento como gótico, y de ahí pasó de ser una etiqueta de un pequeño grupo de personas a moldearse como un movimiento sólido. UK Decay comenzó como una banda punk en los 70, y poco a poco adquirieron un sonido más gótico. Se hicieron importantes a principios de los 80.
Echo and the Bunnymen fue otra temprana banda de post-punk, que tuvo una influencia sustancial en la imagen gótica y en la música, particularmente con el álbum Crocodriles (1980), y canciones como Happy Death Men o Killing Moon.
Los orígenes de la moda gótica pueden trazarse desde Siouxsie and the Banshees, Bauhaus y The Cure, con algunas influencias de The Damned (banda punk del 77, cuyo vocalista Dave Vanian vestía como un vampiro). Siouxsie y The Cure mantuvieron su imagen gótica durante sus carreras, pero su música poco a poco se alejó del gótico. Después del álbum Nocturne, las letras de Siouxsie fueron más livianas, a contraposición de Bauhaus, que mantuvo su línea original hasta su disolución en 1983. Algunos miembros de Bauhaus tenían un proyecto paralelo llamado Tones on Tail, quienes continuaron a mediados de los 80, creando música gótica influida por la psicodelia.
1982 fue el año en que el rock gótico se transformó completamente en una contracultura, no precisamente por las bandas emergentes que consiguieron popularidad como Gene Loves Jezebel, Sex Gang Children, Kommunity FK, Southern Death Cult, The March Violets, Super Heroines, Specimen, Skeletal Family o Alien Sex Fiend, sino porque se inauguró el club nocturno The Batcave en Londres, un lugar con el propósito de reinventar el glam rock de David Bowie y en parte también de los New York Dolls por parte de Specimen (anfitriones del club The Batcave) con una mezcla de oscuridad y horror.
Poco a poco se convirtió en el prototipo de un club gótico. En 1984 la música colocada por los Dj's variaba desde Siouxsie, The Cramps, Sweet, Specimen, Eddie Cochran, y Death Cult. Entre 1982 y 1983 la escena gótica ganó bastante atención de la prensa inglesa, y lugares como la Batcave fueron masificándose en toda Inglaterra.
Cevin Key y Nivek Ogre formaron un grupo en 1982, quienes querían hacer su propia música, apartados de la escena deathrock. Ellos fueron una influencia para muchas bandas que vinieron después. Mezclaron la naciente música industrial con algunas características del gótico.
Muchos fans del gótico temprano están abrazando un renacimiento del deathrock y el dark wave, volviendo al concepto musical original, como también a la estética de la primera generación gótica.

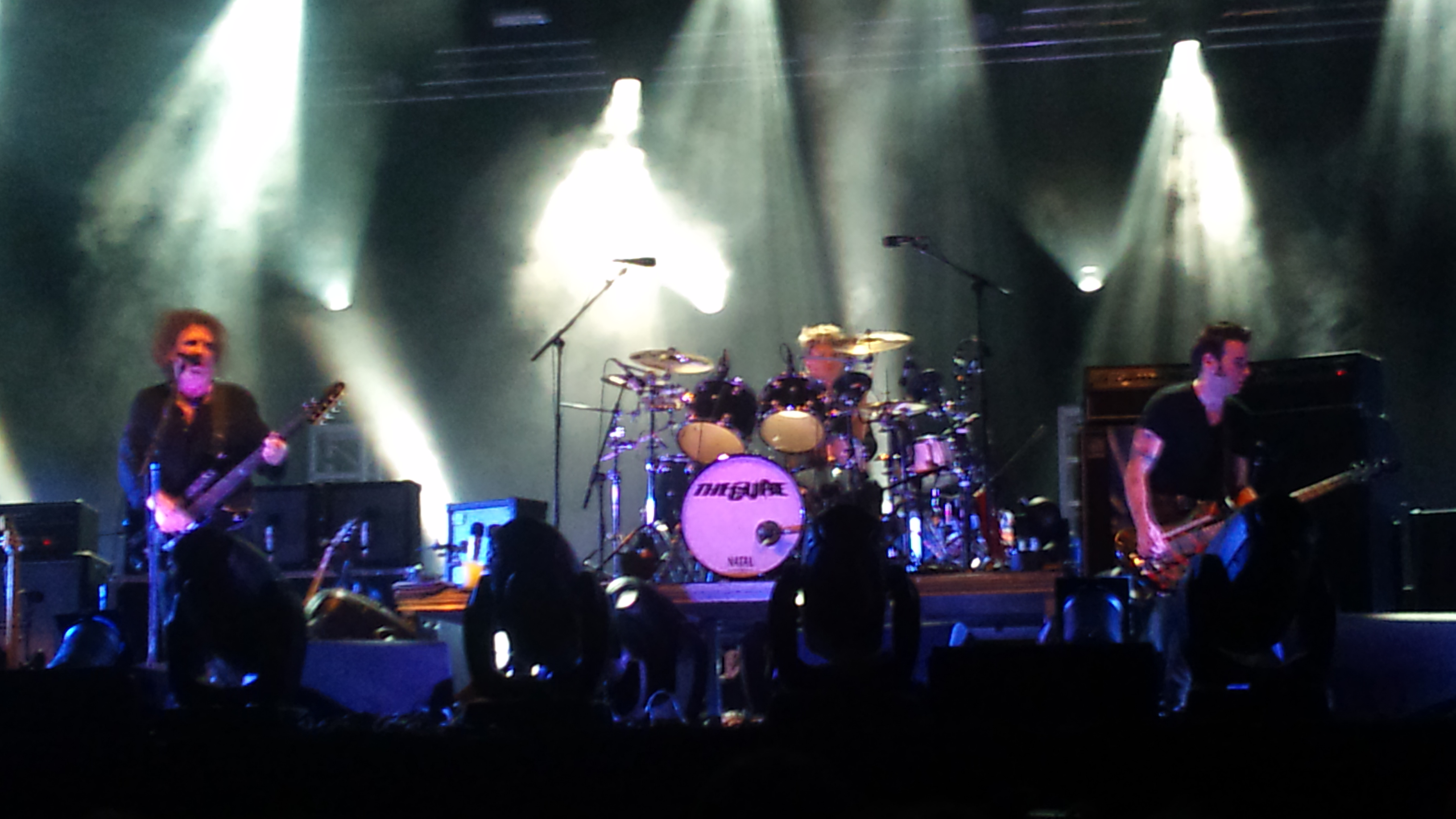
The Cure, una de las bandas de rock gótico más famosas.

## Segunda Generación (1985-1995)
En el Reino Unido, las bandas mencionadas más arriba comenzaron a ser más populares durante este periodo, al igual que la subcultura que habían generado. Así, fue notable el aumento de la popularidad de bandas de rock gótico como The Sisters of Mercy (la cual tenía fuertes influencias del icono del rock Iggy Pop y de la banda Motorhead), Fields of the Nephilim y The Mission.
Por su parte en Estados Unidos, en 1986 se forma la banda de rock gótico The Wake, después también se forma la nueva alineación del deathrock de Christian Death y la creación de la banda de rock gótico Mephisto Walz, grupo formado por un exmiembro de Christian Death, Barry Galvin (también conocido como Bari Bari). Bari Bari fue uno de los principales músicos que influyó en la creación del disco Atrocities, cuyas canciones las traspasó al repertorio de Mephisto Walz. Por su parte, en Francia, se forma la banda Corpus Delicti en 1993, banda con estilo post-punk siniestro y voz que emana desesperación.

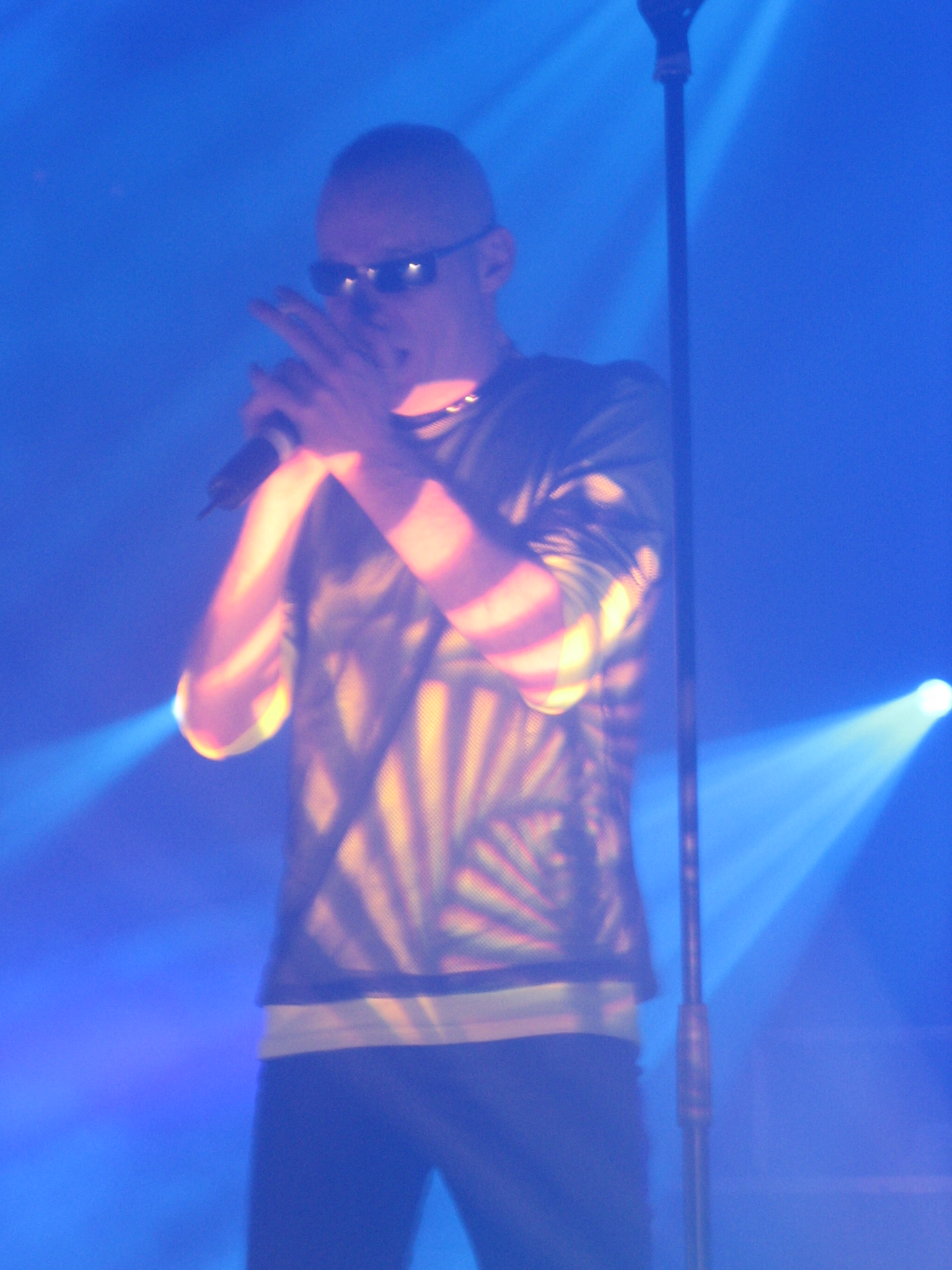
The Sisters of Mercy es una de las más destacadas de la segunda oleada del rock gótico.

Por otro lado, a lo largo de los 80 hubo una importante fusión entre las distintas escenas goth europeas, el deathrock estadounidense y levemente el punk rock y la new wave. Alrededor de 1985, la era post-punk comenzaba a decaer y varios de los grupos pioneros se habían ya disuelto o habían variado de estilo. Esa era concluyó con el álbum debut de The Sisters of Mercy, First and Last and Always (1985), que fue todo en éxito en las listas del Reino Unido y representa de alguna manera la transición de la primera a la segunda generación gótica. A pesar de haberse formado en 1980, The Sisters of Mercy influyeron más a la segunda generación.
Fue durante la segunda generación que el término y el estilo comenzaron a ser noticia fuera de los pequeños círculos alternativos. El término comenzó a aparecer en medios ingleses tales como The Face o el NME, y el gótico a generar fanzines y clubs por todo el país, siguiendo el ejemplo del Batcave. En 1983, la película sobre vampiros The Hunger (traducida en España como El ansia) que protagonizaba David Bowie y aparentemente apoyada por Bauhaus, marca definitivamente el paso del gótico y la estética glam al mainstream. Esto se ve reflejado en la creciente popularidad en Europa y en radios universitarias estadounidenses de bandas del sello 4AD como Clan of Xymox, Dead Can Dance y Cocteau Twins, quienes se alejaron de la escena gótica en sus últimos lanzamientos, acercándose más al pop y al new wave.
Varias revistas góticas aparecieron durante este tiempo, y quizás la primera fue Propaganda (la cual se convirtió después en una revista porno gay). Las revistas góticas fueron cambiando su orientación al tiempo que la escena. Revistas pioneras como Permission se combinaron con las raíces punk del gótico para orientarse hacia la música industrial, mientras que el resto de las revistas como Carpe Noctem se enfocaron más en la poesía y la música romántica, creando los patrones para los futuros baby bats (bebes vampiro). El grupo alemán Lacrimosa, formado en 1989, fue considerada una de las bandas más representativas para lo que sería una muestra de esta nueva moda.

## Tercera Generación (1995-presente)
Los 90 significaron el crecimiento de bandas populares de los 80 (las cuales revisamos en las dos primeras partes de este artículo), como también de la aparición de muchas otras bandas, como los estadounidenses London After Midnight y Switchblade Symphony, quienes fueron respaldados por el sello Cleopatra Records y Apocalyptic Vision. Mientras tanto, en el Reino Unido estaban en auge las bandas The Last Cry, Children on Stun, Vendemmian y Rosetta Stone, de quienes no se han tenido grandes novedades. Definitivamente, a estas alturas el gótico emigró de las islas británicas.
Otras bandas góticas se hicieron populares en los 90. Las más significativas fueron Cinema Strange, Faith And The Muse, The Cruxshadows, The Frozen Autumn, The Last Dance, Noctivagus, Sunshine Blind, Trance to the Sun, The Empire Hideous, The Shroud y Voltaire, Two Witches.
Un hecho importante, que conmocionó a la opinión pública internacional, fue cuando unos jóvenes en Estados Unidos entraron a su escuela y comenzaron a disparar a sus compañeros (escuela Columbine, 1999, de hecho hay una canción de The Cruxshadows sobre este acontecimiento). Aquellos jóvenes estaban relacionados con la escena gótica estadounidense y ésta comenzó a ser denigrada por los medios de comunicación. También sufrieron ataques por parte de organizaciones conservadoras (Iglesia, partidos políticos, etc.), lo cual significó una enorme caída en el surgimiento de nuevas bandas, ya que los espacios para estas corrientes musicales y la escena en general se cerraron (al menos en dicho país).

## Rock gótico en Latinoamérica y España

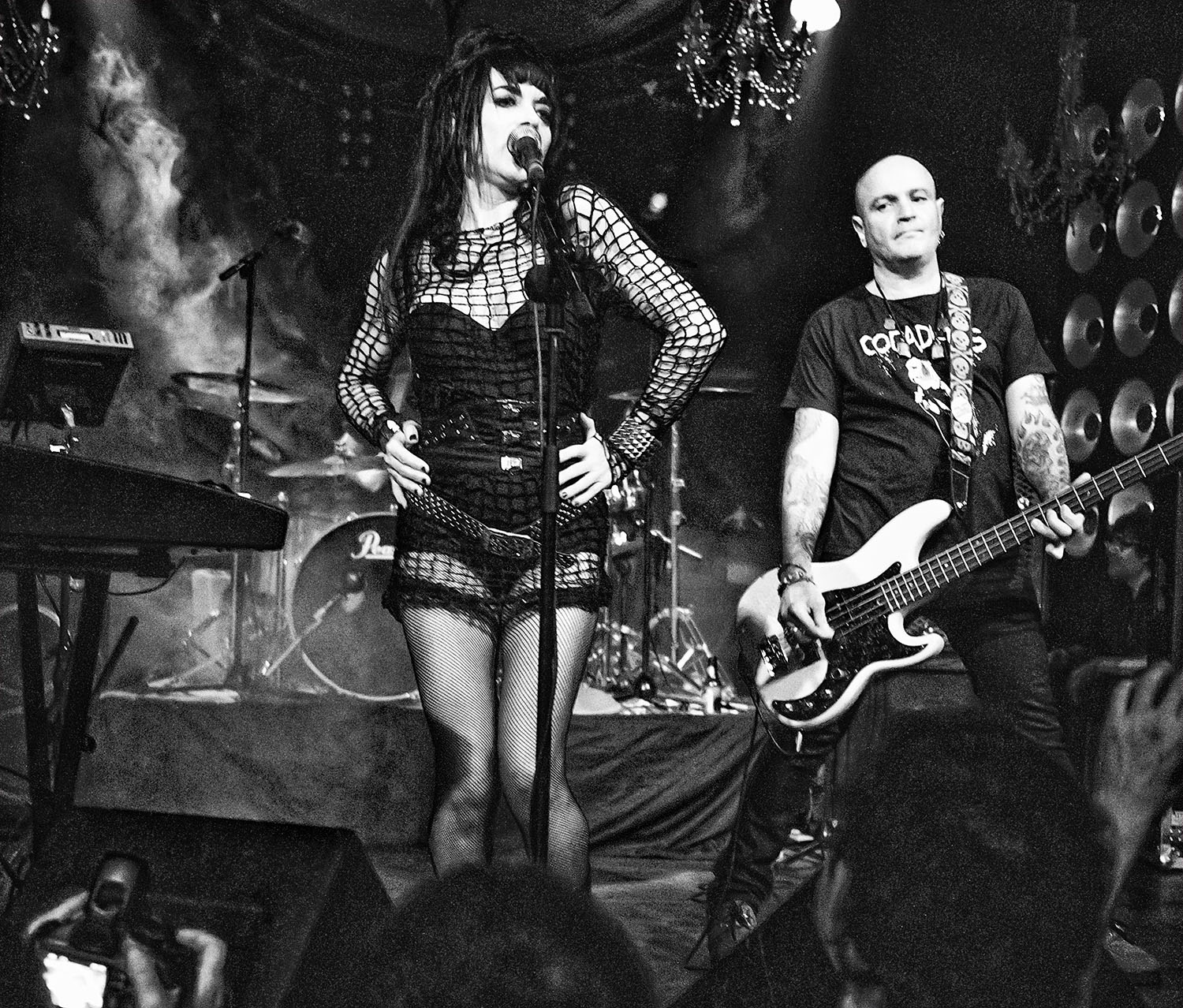
Concierto de Ana Curra, presentando "EL ACTO" de Parálisis Permanente.

En cuanto al rock gótico en España, la banda de Madrid iniciadora del post-punk y de la etiqueta siniestro sería la banda de rock de culto Parálisis Permanente formados en 1981, la cual vieron truncada su prometedora carrera musical, debido al prematuro fallecimiento de su cantante, guitarrista y líder Eduardo Benavente, esta banda es una de las principales, influyentes y más importantes bandas del rock gótico y post punk del idioma español, después de ellos, ese mismo año también en Madrid se formaría la banda Décima Víctima conformada por un español y dos suecos, además en Zaragoza, Las Novias nacidos en 1987, son uno de los grupos de referencia del panorama musical aragonés, con 25 años de carrera musical, son un clásico de la escena oscura, gótica y underground del país. Otras bandas: Los Monaguillosh, La Fundación, Agrimensor K, Donación Agnelli...Posteriormente se formarían bandas como: Gothic Sex, Los Humillados, Carmina Burana, Messiah of Pain, Remembrance, Los Paralitikos, Los Carniceros del Norte o Txarly Usher y los Ejemplares, La Peste Negra, Eyaculación Post Mortem o más contemporáneos Belgrado, Malefixio, Vacío Negro, Mon a la Cova o My Own Burial. 
En Argentina serían las bandas Euroshima o El Corte formadas a mediados de los 80, Crucifix Nocturnal Christians y Septima Sima que aportaron mucho en los 90s y 2000s, Alaxia en el presente con Darkwave,  Un caso especial es la banda Euroshima que publicó su único álbum de estudio en 1987 "Gala" y que es considerado un álbum de culto en la escena gótica latinoamericana, separándose lamentablemente poco después, pero volviendo a los escenarios luego de 34 años en noviembre de 2021 y publicando un segundo álbum a fines del 2024, bajo el nombre "Desolación", el cual contiene 12 canciones inéditas. 
En Perú, la irrupción del género sería encabezado por Lima 13, que se formaría a finales del año 1984, además de las bandas Voz Propia y Feudales en 1985. El mismo 1985 aparecen las bandas de post punk Delirios Krónicos y Feudales, seguido de la banda Salón Dadá en 1986; ambas bandas con vocalistas femeninas. El año de 1987 es el año clave donde se formarían la mayoría de bandas de post punk, gótico y siniestro en el país sudamericano como son: Cardenales, Extraña Misión, Sor Obscena, Sin Kura o Disidentes. Para los años 90 aparecerían más bandas underground de rock gótico como: Ilusión Marchita de 1994, también La Devoción, que se forma en 1995; Bajo Sospecha se crea en 1996, Flagelo Clériga se funda en el año 2000. Para 2008 aparecería en escena la banda Dulce Muerte, con su rock gótico siniestro y depresivo, que recuerdan a bandas como Fields Of The Nephilim o Corpus Delicti; ya para 2011, aparecería Rose Inferni. Posteriormente, como parte del período más reciente, en 2015, se formaría La Reina De Los Condenados, considerada la primera banda femenina de rock gótico de dicho país, también Enterrados Perturbados en 2017 y Rüe Morgue 131 en 2018, que publicarían un álbum conceptual posapocalíptico con 13 canciones de corte siniestro en 2021 llamado "Los Crímenes del Siglo", en que se recupera un sonido más potente y melódico que evoca los inicios del género y que sería seguido por su segundo álbum "Reflejo Siniestro" de 2024 en que desarrollan historias de la literatura gótica de la época victoriana. En los últimos años han aparecido nuevas propuestas musicales como Los Zoides y Under The Rain de Lima y Futuro Oscuro de la ciudad de Piura. 
En Brasil, Cabine C se forma en 1984, mientras que Arte No Escuro es creada en 1985, Das Projekt se funda en 1991, The Knutz aparece en 2005 y la banda de rock gótico Plastique Noir se forman también ese mismo año. 
En Uruguay la banda Los Traidores se funda en 1983, y aunque en su álbum debut abarcan estilos como el new wave/ska/punk, posteriormente en su segundo álbum de 1987, es cuando empiezan a experimentar con el post-punk, mientras ese mismo año de 1987 aparece la banda RRRRRRR. En los 90s tenemos a El Entierro Prematuro. 
En Colombia, los pioneros son Hora Local, formados en 1986, en 1989 se forma la banda CO2 con sonidos Post-Punk y rock gótico, posteriormente la banda Libra inicialmente Punk pasa a experimentar en el Postpunk en los años 90, así mismo Frankie Ha Muerto nace en 1991, Hartos De Estar Hartos se crea en 2006, Ectoplasma aparecen en 2007 y Radio Tranvía en 2012, en el presente La Procesión de lo Infinito (Gothic Records) teniendo mucha fuerza dentro y fuera de su país, de lo más reciente Antiflvx.
En Chile viene reminiscencias bandas que comenzaron en los 80 en el new wave como Los Prisioneros o La Ley, no propiamente góticos, pero ambos fueron parte de los que motivaron a influir bandas posteriores como Amöniaco, La Aldea Roja, en el deathrock Jesuscrisis, establecida ahora en los Estados Unidos con el mismo fenómeno Pilgrims of Yearning, con base en país andino: Causa De Muerte, DGA95, Sweet Spectra y Diavol Strain esta última con giras en todo el continente americano y Europa, considerada la banda gótica con más difusión actualmente en Chile.
En México en los 80 nacen bandas como Las Animas Del Cuarto Oscuro, SIZE, Casino Shanghai, abriendo camino en el underground oscuro y posteriormente en los 90s tiende a difundirse con mayor relevancia en el país, El Clan como dark rock, formados en 1991, en el 2017 hace un recorrido por sus 25 años de trayectoria, desde su mítico primer disco "Sin Sentir", hasta su más reciente producción discográfica "Caronte", la banda Maldoror (Después llamado Mal de Aurora) se funda en 1996 siendo de las precursoras en esta zona geográfica; en Guadalajara nace en 1998 Aves Aveces haciendo dark rock, siendo activos con 25 años de existencia iniciando el movimiento en dicha ciudad, en la actualidad bandas como Godless Procession fichados por Gothic Music Records, Animal Rojo (Sello independiente), en el norte del país Severance prensados por Deepland Records teniendo su gira europea el 2017, dónde posteriormente se desprende Deliverance Mx, ambos de Monterrey, en la CDMX, capital del país, han surgido en la última década death rock, gothic rock y darkwave bandas cómo: Valeria, La Voz de tus Ausentes, Gorgonas, Immum Coeli, Mekrokiev, Acid Bats, Lúcida Fila, Schrödinger, The Funeral Medieval, algunas de estas agrupaciones ya firmadas por sellos europeos y con presentaciones fuera de México, creciendo con proyectos que se van agregando a la movida gótica en este país. 
En Costa Rica, aparece Draconian Incubus, formados en 2002, con reconocimiento internacional en el rock gótico posteriormente, su guitarrista Ariel deja la banda y funda MANIKI y en el año 2010, en medio de la desintegración de Draconian Incubus, su bajista Carfax funda Last Dusk participando en Sacrosanct Inglaterra 2015, Darker Days Festival Iglaterra 2018 y 2019, Bats In The Attic 2022 Inglaterra, Dark Skies Over Witten 2024 Alemania, All That Is Divine Festival Inglaterra 2024, presados por Deepland Records Brasil y Secret Sin Records Inglaterra.
En 2013 Maniki transmuta en Ariel Maniki & The Black Halos prensados por Deepland Records Brazil dando giras en el continente americano y algunos países europeos.
En Venezuela, sin esa etiqueta pero con un estilo, inspiración y procedencia exacta, en los mediados de los ochenta y principios de los 90, Sentimiento Muerto y Zapato Tres fueron los principales expositores, en el transcurso del tiempo han suscitado bandas que ejecutan dark rock, post punk o synth agrupaciones como Sofia Insomnia, Efecto Violeta y Récipe Morado.
En Bolivia, aunque en los 90 se habían escuchado algunas canciones con sonido similar en bandas como Autorev y Ciudad Líquida, no fue si no hasta la década del 2000 cuando se consolidó una escena gótica con identidad en las bandas. Destacan proyectos como Anfisbena y Dreams of Crow. Posteriormente en la década de 2020 surge una nueva oleada con bandas como Umbra y La Calle de las Brujas

## Literatura
- Mick Mercer : “Music To Die For”. Cherry Red Books, (2009), ISBN 978-1-901447-26-2
- Mick Mercer: Gothic Rock Black Book. Omnibus Press (30. Januar 1989), ISBN 0-7119-1546-6.
- Mick Mercer: All You Need to Know About Gothic Rock. Pegasus Publishing (21. Oktober 1991), ISBN 1-873892-01-2.
- Mick Mercer: Gothic Rock. Cleopatra Records (1993), ISBN 0-9636193-1-4.
- Mick Mercer: Hex Files. The Goth Bible. Overlook TP (1. Mai 1997), ISBN 0-87951-783-2.
- John Robb: The Art of Darkness : The History Of Goth. Louder Than War Books (2023), ISBN 978-1-914424-86-1.
- Dave Thompson, Kirsten Borchardt: Schattenwelt – Helden und Legenden des Gothic Rock. Hannibal (2004), ISBN 3-85445-236-5.
- Dave Thompson: The Dark Reign of Gothic Rock. Helter Skelter Pub (2008), ISBN 1-900924-48-X.
- Cathi Unsworth: Season of the Witch: The Book of Goth. Nine Eight Books (2023), ISBN 978-1788706247.
- Isabella Van Elferen, The Sounds of the Uncanny. University of Wales Press (2012). ISBN 9780708325124.